# Prise de l'île Bonaparte
Guerres napoléoniennes
Batailles
Campagne d'Allemagne et d'Autriche
- Sacile
- Teugen-Hausen
- Raszyn
- Abensberg
- Landshut
- Eckmühl
- Ratisbonne
- Neumarkt
- Radzymin (en)
- Caldiero
- Dalmatie
- Ebersberg
- Piave
- Malborghetto
- Linz (en)
- Essling
- Sankt Michael
- Stralsund
- Raab
- Gratz
- Wagram
- Korneuburg
- Stockerau
- Gefrees (en)
- Hollabrunn
- Schöngrabern (en)
- Znaïm
- Ölper

Batailles navales
- Martinique
- Sables-d'Olonne
- Île d'Aix
- Walcheren
- Lissa
- Pelagosa

Campagne de l'île Maurice
- Sainte-Rose
- Saint-Paul
- Île Bonaparte
- Grand Port
- Île de France
- Tamatave

Campagne d'Espagne
Rébellion du Tyrol

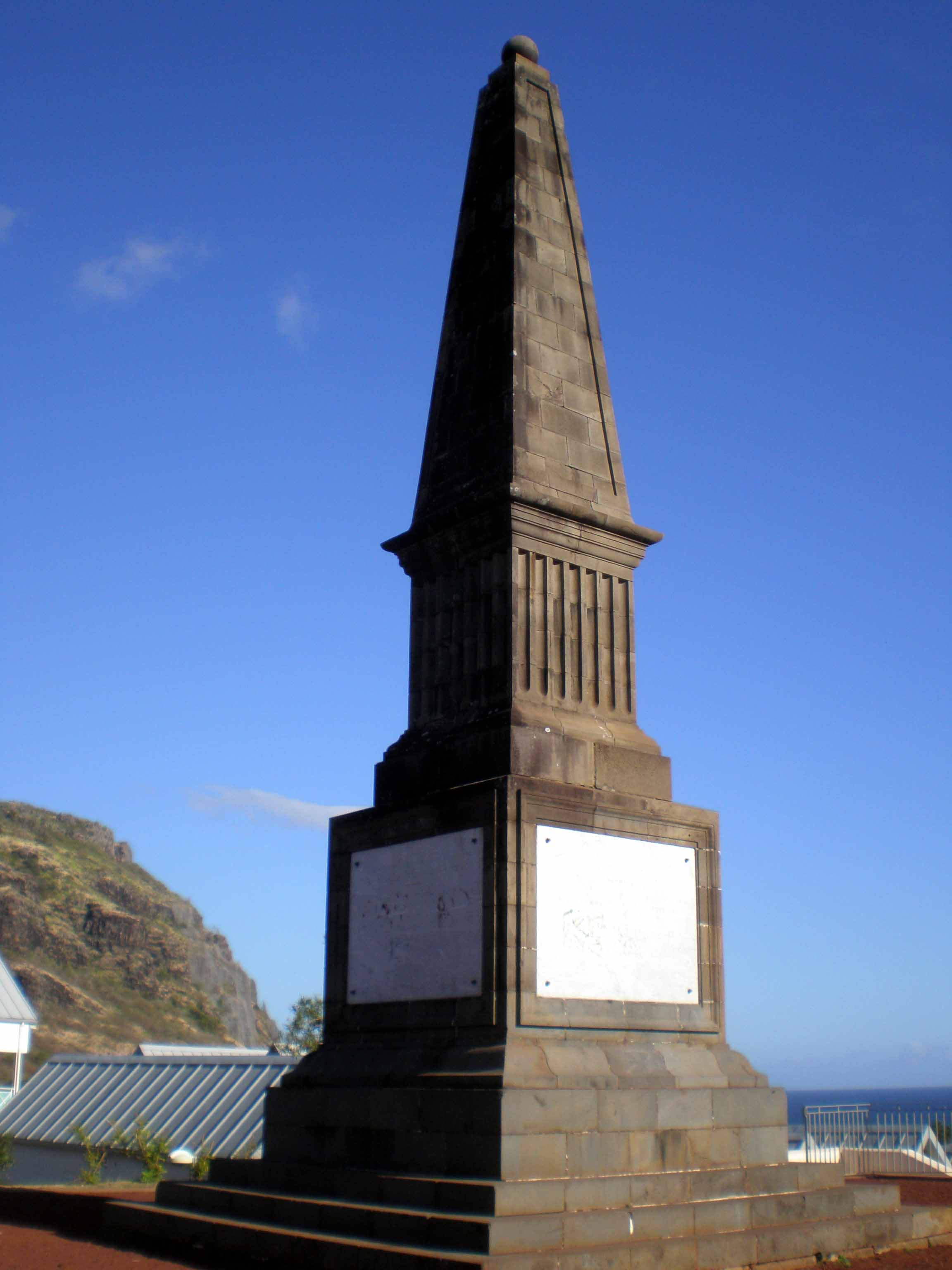
Monument commémorant le combat entre Français et Britanniques sur le plateau de La Redoute à l'occasion de la prise de l'île Bonaparte en 1810.

La prise de l'île Bonaparte est une opération amphibie permettant la capture de l'île Bonaparte en juillet 1810, aujourd'hui la Réunion, par une force d'invasion britannique dans le cadre d'une campagne militaire visant à s'emparer des territoires français dans l'océan Indien. 
Préparée lors de l'attaque de Saint-Paul quelques mois plus tôt, l'opération, qui a lieu le 7 juillet 1810, précède de quelques semaines la capture de l'île de France voisine (actuelle île Maurice) et l'établissement d'une mainmise durable des Britanniques sur la route des Indes.
Avançant rapidement à travers les faibles fortifications, les forces d'invasion britanniques forcent le gouverneur de l'île, le général Sainte-Suzanne, à capituler le 9 juillet 1810.